# Kushtaka
Kushtaka ou Kooshdakhaa ("Homem Lontra da Terra") também popularmente conhecido como Homem-Lontra são criaturas míticas que mudam de forma, encontradas no folclore dos povos Tlingit da costa noroeste do Pacífico da América do Norte.
Eles são semelhantes à 'Watsa do povo Ts'msyen, Nat'ina do povo Dena'ina dos nativos americanos do sul do Alasca Central, e ao Urayuli do Yup'ik no Alasca Ocidental.
Fisicamente, os Kushtaka são metamorfoseadores capazes de assumir a forma humana, a forma de uma lontra e potencialmente outras formas. Em alguns relatos, um Kushtaka é capaz de assumir a forma de qualquer espécie de lontra; em outros, apenas uma. Os relatos de seu comportamento parecem entrar em conflito entre si. Em algumas histórias, os Kushtaka são criaturas cruéis que se deleitam em enganar os pobres marinheiros Tlingit em suas mortes. Em outras, eles são amigáveis e prestativos, freqüentemente salvando os perdidos da morte por congelamento. Em muitas histórias, os Kushtaka salvam o indivíduo perdido, distraindo-os com curiosas ilusões de sua família e amigos, enquanto transformam seu sujeito em um companheiro Kushtaka, permitindo assim que ele sobreviva ao frio. Naturalmente, isto é contado como uma bênção mista. No entanto, as lendas de Kushtaka nem sempre são agradáveis. Em algumas lendas é dito que o Kushtaka imitará os gritos de um bebê ou os gritos de uma mulher para atrair as vítimas ao rio. Uma vez lá, o Kushtaka ou mata a pessoa e a desfaz em pedaços ou a transforma em outro Kushtaka.
As lendas dizem que Kushtaka pode ser eliminado através de cobre, urina, cães e, em algumas histórias, fogo.
Uma vez que o Kushtaka é principalmente uma presa de crianças pequenas, alguns pensam que ele foi usado pelas mães Tlingit para evitar que seus filhos vagueiem sozinhos perto do oceano.
Também se diz que os Kushtaka emitem um assobio de três partes no padrão de baixo-alto-baixo.

## Referencias
1. ↑  «Kushtaka, Alaska's "otter-man"». SOL DE MEDIANOCHE (em inglês). Consultado em 28 de fevereiro de 2021